# Amblimont

Amblimont este o comună în departamentul Ardennes din nordul Franței. În 1 ianuarie 2018 avea o populație de 216 de locuitori.